# Arikamaninote
Arikamaninote war ein nubischer König, der wohl im 5. vorchristlichen Jahrhundert regierte. 

## Belege
Dieser Herrscher ist von zwei Denkmälergruppen bekannt. Seine Pyramide Nu 12 in Nuri gehört zu den größten auf dem Friedhof in Nuri. Sie hat eine Seitenlänge von 26,25 m und wurde mindestens einmal, wohl unter dem Herrscher, erweitert. Die ursprünglichen Ausmaße entsprechen denen der anderen Pyramiden dieser Zeit, erst die Erweiterung machte sie besonders groß. In Kawa brachte er auf dem dortigen Amuntempel drei lange Inschriften an, die uns im Detail über seine Regierungszeit unterrichten. 

## Herkunft
Arikamaninote war der Sohn von König Malowijebamani und der Nachfolger von Talachamani, der wohl der jüngere Bruder von Malowijebamani war. Arikamaninote bestieg im Alter von 41 Jahren den Thron und regierte mindestens 25 Jahre. 

## Inthronisation
Der längste Text, eingraviert auf der Ostwand der Hypostylenhalle von Tempel T, berichtet von der Inthronisation des Herrschers und seiner Reise zu allen wichtigen Orten des Landes, wo er anscheinend das wohlwollen des Amun für seine Regierung einholen musste. 
Die Inschrift beginnt mit der Titulatur des Herrschers. Danach wird vom Tod des Talachamani berichtet, der in Meroe starb, ein deutliches Anzeichen, dass damals schon diese Stadt als Residenz diente. In dieser Zeit hörte der König von dem Aufstand der Rhrh-Nomaden. Arikamaninote wurde nun zum König erwählt und unterdrückte daraufhin die Rebellion. Arikamaninote reiste nun von Meroe nach Napata, wo er zum König gekrönt wurde. Anschließend begab er sich nach Kertjen und kämpfte gegen die Meded-Nomaden. Als Nächstes fuhr er nach Kawa, wo er im Tempel des Amun nochmals inthronisiert wurde, das Gleiche wiederholte er in Pnubs. Er fuhr dann wieder nach Kawa, wo er ein Fest für Amun feierte, Schenkungen an den Tempel machte und eine Nacht- und Tagesprozession des Gottes veranstaltete. Daraufhin kam die Königsmutter nach Kawa. Es folgen weitere Inthronisationsriten und es werden weitere Schenkungen an den Amuntempel aufgelistet. Schließlich geht der Herrscher in den Tempel von Kawa und spricht dort mit Amun-Re.

## Titel
- Horusname: Kanacht Chaemwaset
- Nebti-Name: Itjtawy
- Goldname: Wafchasutnebut